# Ardistomis
Ardistomis is een geslacht van kevers uit de familie van de loopkevers (Carabidae). De wetenschappelijke naam van het geslacht is voor het eerst geldig gepubliceerd in 1846 door Jules Putzeys.

## Soorten
Het geslacht Ardistomis omvat de volgende soorten:
- Ardistomis aeneus Putzeys, 1866
- Ardistomis alticola Darlington, 1935
- Ardistomis annona Putzeys, 1846
- Ardistomis arechavaletae Putzeys, 1866
- Ardistomis aschnae Makhan, 2010
- Ardistomis atripennis Putzeys, 1866
- Ardistomis brevis Putzeys, 1866
- Ardistomis constrictus Putzeys, 1846
- Ardistomis convexus Putzeys, 1866
- Ardistomis curtus Putzeys, 1866
- Ardistomis dubius Putzeys, 1846
- Ardistomis dyschirioides Putzeys, 1846
- Ardistomis eductus Bates, 1881
- Ardistomis elongatulus Putzeys, 1866
- Ardistomis fasciolatus Putzeys, 1846
- Ardistomis franki Nichols, 1988
- Ardistomis guadeloupensis Kult, 1950
- Ardistomis haemorrhous Putzeys, 1866
- Ardistomis hispaniolensis Nichols, 1988
- Ardistomis leprieurii (Chaudoir, 1843)
- Ardistomis lindrothi Kult, 1950
- Ardistomis mannerheimi Putzeys, 1846
- Ardistomis marquardti Kult, 1950
- Ardistomis morio (Dejean, 1831)
- Ardistomis nigroclarus Darlington, 1939
- Ardistomis nitidipennis Darlington, 1934
- Ardistomis obliquatus Putzeys, 1846
- Ardistomis ogloblini Kult, 1950
- Ardistomis oxygnathus (Chaudoir, 1843)
- Ardistomis posticalis Putzeys, 1866
- Ardistomis profundestriatus Putzeys, 1866
- Ardistomis quadripunctatus Kult, 1950
- Ardistomis quixotei Valdes, 2007
- Ardistomis ramsdeni Darlington, 1937
- Ardistomis rufoclarus Darlington, 1939
- Ardistomis schaumii Leconte, 1857
- Ardistomis seriepunctatus (Brulle, 1843)
- Ardistomis tropicalis Putzeys, 1846
- Ardistomis unicolor Putzeys, 1846
- Ardistomis venustulus Putzeys, 1866